# Comuna Daia, Giurgiu
Daia (în trecut, Daiția sau Dăița) este o comună în județul Giurgiu, Muntenia, România, formată din satele Daia (reședința) și Plopșoru.

## Așezare
Comuna se află în sudul județului. Este străbătută de șoseaua națională DN5, care leagă Giurgiu de București. Lângă Daia, din acest drum se ramifică șoseaua națională DN41, care duce spre vest la Oltenița. Prin comună trece și calea ferată București-Giurgiu, pe care este deservită de halta de mișcare Daia.

## Demografie
Componența etnică a comunei Daia
     Români (92,88%)
     Alte etnii (0,42%)
     Necunoscută (6,69%)
Componența confesională a comunei Daia
     Ortodocși (91,02%)
     Alte religii (2,08%)
     Necunoscută (6,9%)
Conform recensământului efectuat în 2021, populația comunei Daia se ridică la 2.361 de locuitori, în scădere față de recensământul anterior din 2011, când fuseseră înregistrați 2.851 de locuitori. Majoritatea locuitorilor sunt români (92,88%), iar pentru 6,69% nu se cunoaște apartenența etnică. Din punct de vedere confesional, majoritatea locuitorilor sunt ortodocși (91,02%), iar pentru 6,9% nu se cunoaște apartenența confesională.

## Politică și administrație
Comuna Daia este administrată de un primar și un consiliu local compus din 11 consilieri. Primarul, Adrian-Florin Șerban[*], de la Partidul Național Liberal, este în funcție din 2016. Începând cu alegerile locale din 2024, consiliul local are următoarea componență pe partide politice:
|  | Partid                    | Consilieri | Componența Consiliului | Componența Consiliului | Componența Consiliului | Componența Consiliului | Componența Consiliului | Componența Consiliului | Componența Consiliului | Componența Consiliului |
|  | ------------------------- | ---------- | ---------------------- | ---------------------- | ---------------------- | ---------------------- | ---------------------- | ---------------------- | ---------------------- | ---------------------- |
|  | Partidul Național Liberal | 8          |                        |                        |                        |                        |                        |                        |                        |                        |
|  | Partidul Social Democrat  | 3          |                        |                        |                        |                        |                        |                        |                        |                        |

## Istorie
La sfârșitul secolului al XIX-lea, comuna purta denumirea de Daiția, făcea parte din plasa Marginea a județului Vlașca și era formată din satele Daia și Daiția, având în total 1040 de locuitori. În comună funcționau o școală mixtă și două biserici. Anuarul Socec din 1925 o consemnează cu numele de Dăița, având 1860 de locuitori în satele Daia, Dăița și Plopșoru. În 1931 a apărut comuna Daia, prin separarea satului Daia, comuna Dăița rămânând cu satele Dăița și Plopșoru.
În 1950, comunele au fost transferate raionului Giurgiu din regiunea București, în timp ele fiind din nou comasate sub numele de Daia. În 1968, comuna Daia a trecut la județul Ilfov, tot atunci fiind desființat satul Dăița, comasat cu satul Plopșoru. În 1981, o reorganizare administrativă regională a dus la transferarea comunei la județul Giurgiu.

## Monumente istorice
Trei obiective din comuna Daia sunt incluse în lista monumentelor istorice din județul Giurgiu ca monumente de interes local. Două dintre ele sunt situri arheologice: situl de pe „Valea Fântânilor” (2 km nord-vest de Daia), ce cuprinde urme de așezări din perioada Halstatt și din perioada Laténe (secolele al III-lea–al II-lea î.e.n.); și situl din „Valea Făgădău” (500 m vest de Daia), unde s-au găsit așezări din Epoca Bronzului Mijlociu (cultura Tei, faza IV), perioada Laténe și din epoca migrațiilor (secolele al VIII-lea–al IX-lea). Al treilea obiectiv, clasificat ca monument de arhitectură, este biserica „Cuvioasa Paraschiva” (1870) aflată în vestul satului Daia.

## Personalități
- Ion Mihai (6 ianuarie 1944, satul Dăița, comuna Daia - 2 octombrie 2003) a fost un om de cultură giurgiuvean, animator cultural, coregraf și etnograf. În anul 2014, Biblioteca din Daia a primit numele său. Ion Mihai a inițiat Festivalul anual „Călușul ca pe Vlașca” și ansamblul folcloric „Doina Dunării”, a promovat cântecul, dansul și portul popular. [15]
- Marin Pîrcălabu (n. 1952), sportiv la lupte libere